# Lire (tijdschrift)
Lire, voluit Lire Magazine, is een Frans literair tijdschrift dat maandelijks verschijnt. Het blad wordt uitgegeven door Éditions Médias Culture et Communication (EMC2). Naast literaire recensies verschaft het informatie over schrijvers, uitgevers of maatschappelijke gebeurtenissen, die verband houden met de literatuur.

## Geschiedenis
Het blad werd in 1975 opgericht door Jean-Louis Servan-Schreiber (1937-2020) en Bernard Pivot (1935-2024). Doel was om te komen tot een eclectisch maandblad dat alle soorten van literatuur bestrijkt: Frans, buitenlands, populair, sciencefiction, filosofie, ideeën, poëzie en romantische literatuur.
Bernard Pivot was tot 1993 hoofdredacteur van het blad. Hij werd opgevolgd door Pierre Assouline (1993-2004), François Busnel (2004-2015), Julien Bisson (2015-2017) en, vanaf 2017, Baptiste Liger.
Lire won in 2007 de 'Prijs voor Beste Culturele Tijdschrift van het Jaar'. Het aantal lezers neemt al vele jaren af: van 78.165 in 2006 naar 52.659 in 2016.
Het blad werd in januari 2015 overgenomen door Mag&NewsCo, onderdeel van de Express-Roularta Groep. In oktober 2017 werd de uitgeverij EMC2 eigenaar van het tijdschrift. In 2020 nam EMC2 het Nouveau Magazine littéraire over. Die operatie resulteerde in een fusie van de twee bladen en de oprichting van het nieuwe tijdschrift Lire-Le Magazine littéraire.
Bekende contribuanten aan het blad zijn: Luc Ferry, Diane Ducret, Sylvain Tesson, Philippe Delerm, Daniel Picouly en Michel Houellebecq.

## Lijst van beste boeken van het jaar
Elk jaar in december stelt de redactie van het tijdschrift Lire een lijst met beste boeken van het afgelopen jaar op. Dat kunnen romans zijn, maar ook beschouwend proza, essays en dergelijke. Ook in het Frans vertaalde werken mogen meedingen. Een eerste selectie bepaalt de twintig beste boeken van het jaar, onderverdeeld in twintig categorieën (Franse roman, buitenlandse roman, essay, enz.). Uit deze selectie van twintig titels wordt het beste boek van het jaar gekozen.
Hieronder volgt een lijst met winnaars.
- 1975 : Les Météores, Michel Tournier
- 1976 : Les Eaux étroites, Julien Gracq
- 1977 : Les Hauteurs béantes, Aleksandr Zinovjev
- 1978 : Le Fleuve Alphée, Roger Caillois
- 1979 : Mars, Fritz Zorn
- 1980 : Le Chant du bourreau, Norman Mailer
- 1981 : Le Choix de Sophie, William Styron
- 1982 : Le Nom de la rose, Umberto Eco
- 1983 : L'Homme neuronal, Jean-Pierre Changeux
- 1984 : Matisse, Pierre Schneider
- 1985 : Empire du soleil, J.G. Ballard
- 1986 : Avant Mémoire, Jean Delay
- 1987 : La Créature, John Fowles
- 1988 : La Ville des prodiges, Eduardo Mendoza
- 1989 : Le Concert, Ismail Kadare
- 1990 : Moon Palace, Paul Auster
- 1991 : Donatien Alphonse François, marquis de Sade, Maurice Lever
- 1992 : Froid Équateur, Enki Bilal
- 1993 : Le Journal d'Hannah, Louise Lambrichs
- 1994 : L'Écriture ou la Vie, Jorge Semprún
- 1995 : Les Catilinaires, Amélie Nothomb
- 1996 : La Mémoire des pierres, Carol Shields
- 1997 : La Compagnie des spectres, Lydie Salvayre
- 1998 : Les Particules élémentaires, Michel Houellebecq
- 1999 : Je m'en vais, Jean Echenoz
- 2000 : Ébène, Ryszard Kapuscinski
- 2001 : Le Pianiste, Władysław Szpilman
- 2002 : La Tache, Philip Roth
- 2003 : Les Âmes grises, Philippe Claudel
- 2004 : Tristano meurt, Antonio Tabucchi
- 2005 : Lunar Park, Bret Easton Ellis
- 2006 : Les Bienveillantes, Jonathan Littell
- 2007 : Les Disparus, Daniel Mendelsohn
- 2008 : ex æquo: Ce que le jour doit à la nuit, Yasmina Khadra & La Route, Cormac McCarthy
- 2009 : Et que le vaste monde poursuive sa course folle, Colum McCann
- 2010 : Hammerstein ou l'Intransigeance. Une histoire allemande, Hans Magnus Enzensberger
- 2011 : Une femme fuyant l'annonce, David Grossman
- 2012 : Le Diable, tout le temps, Donald Ray Pollock
- 2013 : La Fin de l'homme rouge, Svetlana Aleksijevitsj
- 2014 : Le Royaume, Emmanuel Carrère
- 2015 : 2084: la fin du monde, Boualem Sansal
- 2016 : Le Nouveau Nom, Elena Ferrante
- 2017 : ex æquo: Classé sans suite, Claudio Magris & Aux confins du monde, Karl Ove Knausgård
- 2018 : Le Lambeau, Philippe Lançon
- 2019 : Les Furtifs, Alain Damasio
- 2020 : Fille, Camille Laurens

- Bibliothèque nationale de France: cb34377166s (data)
- Virtual International Authority File: 242286612